# Шуани!
«Шуани» («Chouans!») — французький історично-пригодницький кінофільм 1988 року, знятий режисером Філіппом де Брокою, з Філіппом Нуаре, Софі Марсо і Ламбером Вільсоном у головних ролях.

## Сюжет
Історія повстання на заході Франції в історичній області Бретань наприкінці XVIII століття, відомого як шуанерія. Шуани — селяни прилеглих провінцій, які підтримали Бурбонів у їхній боротьбі проти республіканських законодавчих зборів. Громадянське протистояння жорстоко відбивається на сім'ї шляхетного графа Савіньє де Керфардека. Його діти розриваються між революційним духом і вірністю дворянському обов'язку.

## У ролях
- Філіпп Нуаре: граф Савіньєн де Керфадек
- Софі Марсо: Селін
- Ламбер Вільсон: Таркін Лармор
- Стефан Фрейсс: Орель де Керфадек
- Жан-П'єр Кассель: барон де Тіффож
- Шарлотт де Туркгейм: маркіза Олімп де Сен-Жільдас
- Рауль Біллері: Гросп'єр
- Роже Дюма: Бушар
- Жан Паредес: капелан
- Клодін Дельво: Жанна
- Ізабель Гелінас: Вівіан
- Жак Ерлен: маркіз де Сен-Жільдас
- Жак Жуанно: Блез
- Максім Леру: священик
- Венсан Шмітт: Лоїк
- Люк-Антуан Дікеро: сержант П'єро
- Жаклін Дуайен: Аделаїда де Керфадек
- Вінсент де Буар: Івон

## Знімальна група
- Режисер: Філіпп де Брока
- Сценаристи: Данієль Буланже, Філіпп де Брока, Жером Тоннер
- Оператор: Бернар Ціцерманн
- Композитор: Жорж Делер
- Художник: Жак Бюфнуар
- Продюсери: Данієль Дешан, Моріс Іюз, Аріель Зейтун